# Cortinarius australiensis
Cortinarius australiensis är en svampart som först beskrevs av Cleland & Cheel, och fick sitt nu gällande namn av E. Horak 1981. Cortinarius australiensis ingår i släktet Cortinarius och familjen spindlingar.   Inga underarter finns listade i Catalogue of Life.